# Liga Juvenil Revolucionaria de Mongolia

Emblema de Liga Juvenil Revolucionaria de Mongolia.

La esvástica y la estrella roja eran el emblema de la Liga de la Juventud Revolucionaria de Mongolia, utilizado desde 1921 hasta 1924

Antiguo taijitu y estrella roja usado como emblema de la Liga de la Juventud Revolucionaria de Mongolia, utilizado desde 1925 hasta 1942.

La Liga Juvenil Revolucionaria de Mongolia (en mongol: Монголын хувьсгалт залуучуудын эвлэл) fue el ala juvenil, en la República Popular de Mongolia, del Partido Revolucionario del Pueblo de Mongolia dirigido a jóvenes, tanto hombres como mujeres.

## Historia
El 25 de agosto de 1921, por iniciativa del general Damdin Sükhbaatar, un grupo de estudiantes que en su mayoría habían estudiado en el Imperio ruso, durante el período del Kanato de Mongolia, se reunieron en la capital Ulán Bator y fundaron la primera organización juvenil de Mongolia bajo el nombre de "Unión de Jóvenes para Eliminar el Umbral". Horloogiyn Choybalsan, quien era subjefe del Ejército Popular de Mongolia, fue elegido presidente del PRPM.
La principal actividad de la liga era propagar las políticas y decisiones del Partido Revolucionario del Pueblo Mongol al público. En 1922, en el Congreso de la Juventud Revolucionaria del Este en Moscú, hizo contactos con organizaciones como la Internacional Juvenil Comunista del Komintern y el Komsomol leninista. El primer congreso se celebró en julio de 1922 en Ulán Bator. En el vigésimo congreso, celebrado en 1991, los miembros fundaron una nueva organización comunitaria y juvenil sobre la base de la organización. El 17 de enero de 1991 se organizó el Foro de la Juventud de Mongolia, se creó la Asociación de la Juventud y se aprobaron la declaración y los estatutos de la asociación.

## Reconocimientos[6]
- Orden al Mérito Militar (1931)
- Orden de la Bandera Roja del Trabajo (1939)
- Orden de Süjbaatar[7]